# Going public
Going public – wprowadzenie przedsiębiorstwa na giełdę i sprzedaż akcji na rynku wtórnym. To klasyczny sposób przeprowadzania dezinwestycji przez fundusze venture capital.
Fundusze venture capital inwestują w podmioty nienotowane na rynku papierów wartościowych, w spółki niepubliczne. W Polsce przedmiotem ich zainteresowania są z reguły przedsiębiorstwa działające w formie sp. z o.o. Są to spółki niepubliczne, dlatego jedną z możliwości wyjścia funduszu z inwestycji jest właśnie „upublicznienie” spółki poprzez wprowadzenie jej akcji do obrotu na rynku giełdowym lub innym pozagiełdowym rynku regulowanym.
W Polsce na Giełdzie Papierów Wartościowych mogą być notowane wyłącznie spółki akcyjne, ewentualnie komandytowo-akcyjne, dlatego pierwszym krokiem na przeprowadzenie dezinwestycji w formie going public powinno być przekształcenie dotychczasowej formy prawnej przedsiębiorstwa w spółkę akcyjną. W tym celu należy dostosować statut spółki i regulacje wewnętrzne do wymogów rynku kapitałowego i zasad ładu korporacyjnego.
Podczas podejmowania decyzji o wyjściu z inwestycji za pośrednictwem GPW fundusz może wybrać jedną z dwóch ścieżek postępowania, których konsekwencje rzutują przede wszystkim na spółkę:
- fundusz zaoferuje w drodze oferty publicznej wyłącznie swoje akcje bez przeprowadzania nowej emisji akcji. W tym przypadku do spółki nie wpłyną żadne środki finansowe, jednak w dłuższej perspektywie czasu, spółka (już jako spółka giełdowa) będzie mogła pozyskać środki na finansowanie poprzez dokonywanie nowych emisji akcji;
- fundusz połączy ofertę publiczną akcji posiadanych przez siebie z oferowaniem nowych akcji. Jest to korzystny wariant zarówno dla funduszu, jak i dla spółki, gdyż funduszowi pozwala na wyjście z inwestycji, a spółce na pozyskanie kapitału z przeznaczeniem na dalszy rozwój.

Dezinwestycja za pośrednictwem GPW nie musi obejmować całości pakietu akcji będących w posiadaniu funduszu, dlatego też proces ten może przebiegać fazami. W odniesieniu do spółek o dużych perspektywach rozwoju fundusz może zaoferować publicznie tylko część akcji, a pozostałe zbywać w kolejnych transakcjach giełdowych przeprowadzanych w przyszłości, gdy nastąpi oczekiwany wzrost wartości akcji. Wówczas proces ten obejmuje:
- zaoferowanie udziałów będących w posiadaniu funduszy w ofercie publicznej,
- stopniowe zbywanie pozostałych udziałów na giełdzie.

## Zaletygoing public
- pozwala spółkom zachować kontrolę nad firmą oraz daje możliwość pozyskania dodatkowego finansowania – poprzez zbycie części akcji lub w drodze nowej emisji akcji;

- rynek publiczny zapewnia spółce prestiż i wiarygodność;
- bycie spółką akcyjną, zwłaszcza giełdową, wymaga od niej większej dyscypliny i kontroli, która będzie sprzyjała uzyskiwaniu wyższej efektywności, zarówno finansowej, jak i w odniesieniu do stopnia samodzielności kadry menedżerskiej;
- dla funduszu – wyjście za pośrednictwem rynku publicznego daje obiektywizm wyceny akcji, a dodatkowo udana oferta publiczna to znakomity sposób promocji firmy zarządzającej funduszem;
- sukces oferty publicznej prowadzi do promocji rynku private equity/venture capital oraz do rozwoju i wzrostu znaczenia rynku kapitałowego, zwłaszcza giełdy;
- wprowadzenie akcji do obrotu publicznego przyczynia się również do rozproszenia własności wśród całego społeczeństwa.

## Wadygoing public
- stosunkowo niska płynność akcji, która powoduje, że ani fundusz, ani właściciele akcji nie mogą zbyć całego posiadanego pakietu papierów wartościowych, zwłaszcza że dotychczasowi akcjonariusze powinni wstrzymać się ze sprzedażą swoich pakietów na pewien czas, by nie kreować presji podażowej powodującej spadek kursów akcji, a w konsekwencji realizacji niższych zysków. To powoduje, że pieniądze inwestorów nie trafiają do spółki i nie powodują wzrostu jej wartości
- bycie spółką akcyjną oznacza dla przedsiębiorstwa wyższe koszty. Wynika to z konieczności funkcjonowania organów statutowych, przeprowadzania audytu, publikowania sprawozdań itp.